# Associazione Calcio Bolzano 1975-1976
Questa voce raccoglie le informazioni riguardanti l'Associazione Calcio Bolzano nelle competizioni ufficiali della stagione 1975-1976.

## Rosa
| N. |                   | Ruolo | Calciatore           |
| -- | ----------------- | ----- | -------------------- |
|    | Italia (bandiera) |       | Begher Michele Paolo |
|    | Italia (bandiera) | C     | Fabrizio Broggio     |
|    | Italia (bandiera) |       | Cavaleri             |
|    | Italia (bandiera) | D     | Luciano Concer       |
|    | Italia (bandiera) | C     | Angelo Fogolin       |
|    | Italia (bandiera) | A     | Giorgio Girol        |
|    | Italia (bandiera) |       | Giuliani             |
|    | Italia (bandiera) |       | Lanziner             |
|    | Italia (bandiera) |       | Leonardelli          |
|    | Italia (bandiera) | D     | Angelo Marini        |
|    | Italia (bandiera) |       | Marzola              |
|    | Italia (bandiera) |       | Migliucci            |
|    | Italia (bandiera) | A     | Mario Mutti          |
|    | Italia (bandiera) | D     | Cesarino Perazzani   |

| N. |                   | Ruolo | Calciatore        |
| -- | ----------------- | ----- | ----------------- |
|    | Italia (bandiera) |       | Perissinotto      |
|    | Italia (bandiera) |       | Piazza            |
|    | Italia (bandiera) | P     | Ottorino Piotti   |
|    | Italia (bandiera) | D     | Gabriele Podavini |
|    | Italia (bandiera) | C     | Bruno Rauter      |
|    | Italia (bandiera) | A     | Antonio Rondon    |
|    | Italia (bandiera) | A     | Marcello Rossi    |
|    | Italia (bandiera) | D     | Alfredo Savoldi   |
|    | Italia (bandiera) | D     | Paolo Scolati     |
|    | Italia (bandiera) | P     | Fausto Sonato     |
|    | Italia (bandiera) | D     | Gino Spagnolo     |
|    | Italia (bandiera) | C     | Giovanni Trainini |
|    | Italia (bandiera) | C     | Benedetto Ventura |
|    | Italia (bandiera) | C     | Alberto Vergani   |